# Johannes Schaller (Psychologe)
Johannes Schaller (* 26. Juli 1966 in Auerbach in der Oberpfalz) ist ein deutscher Psychologe, Theologe, Psychotherapeut, Hochschullehrer und Hochschulmanager. Seit dem 1. Oktober 2024 ist er Präsident der Deutschen Hochschule für Gesundheit und Sport in Berlin.

## Werdegang
Johannes Schaller absolvierte 1985 sein Abitur am Gymnasium Pegnitz. Nach seinem Zivildienst am Klinikum am Europakanal in Erlangen und der Psychiatrischen und Psychosomatischen Klinik des Uniklinikums Erlangen studierte er 1987 bis 1997 an der Otto-Friedrich-Universität Bamberg Psychologie, Theologie, Politologie, Philosophie und Musikpädagogik. Er schloss das Studium mit einem Diplom in Psychologie im Jahr 1994 und einem Diplom in Theologie im Jahr 1997 ab. Von 1997 bis 2000 absolvierte er ein Promotionsstudium in Organisationspsychologie und promovierte zum Thema Mitarbeiterzufriedenheit und Qualitätsmanagement von Dienstleistungen.
In den Jahren 1997 bis 2000 absolvierte er postgraduale Weiterbildungen in systemisch-lösungsorientierter Therapie und Verhaltenstherapie an der Psychotherapeutischen Ambulanz der Otto-Friedrich-Universität Bamberg, der Arbeitsgemeinschaft für Verhaltensmodifikation (AVM) und am Zentrum für Psychotherapie Chemnitz (ZFP).
Im Jahr 2007 erhielt er die Approbation als Psychologischer Psychotherapeut mit dem Schwerpunkt Verhaltenstherapie.

## Berufliche Laufbahn
Seine berufliche Laufbahn begann Schaller als Berater im „City-Dienst“, einer kirchlichen Krisenberatungsstelle in Nürnberg, von 1994 bis 1998. Parallel dazu war er von 1997 bis 2000 freiberuflich an der Psychotherapeutischen Ambulanz der Otto-Friedrich-Universität Bamberg tätig. Von 1999 bis 2004 arbeitete er als wissenschaftlicher Mitarbeiter am Institut für Psychologie der Technischen Universität Chemnitz in den Bereichen Wirtschafts-, Organisations- und Sozialpsychologie sowie Persönlichkeitspsychologie und Diagnostik. Im Jahr 2005 war Schaller als Psychologe in der Klinik für Psychiatrie, Verhaltensmedizin und Psychosomatik des Klinikums Chemnitz tätig. Anschließend übernahm er von 2005 bis 2009 die Position des leitenden Psychologen in der Klinik Carolabad Chemnitz einem Zentrum für Verhaltensmedizin, Psychosomatik, Psychotherapie und psychiatrische Rehabilitation (heute: Celenus Klinik Carolabad) und war dort Mitglied des Leitungsteams. 2009 etablierte er in Chemnitz eine Praxis für Psychotherapie, die er 2012 an seinen Nachfolger übergab.
Neben seiner klinischen Tätigkeit war Schaller ab 1997 freiberuflich in den Bereichen Supervision, Personalentwicklung, Coaching und Organisationsberatung tätig. Er war zudem Dozent an verschiedenen Therapieausbildungsinstituten in Chemnitz (Zentrum für Psychotherapie), Dresden (Deutsche Gesellschaft für Verhaltenstherapie), Magdeburg (MAPP-Institut), Bamberg, Regensburg und München (AVM).
Im Jahr 2006 gründete Schaller zusammen mit Kollegen das Institut für Arbeits-, Organisations- und Verkehrsforschung (IAOV) in Chemnitz und übernahm die Geschäftsführung. Das Institut bietet kundenorientierte Projekte, die wissenschaftlich von der Technischen Universität Chemnitz betreut werden, mit dem Ziel, praktische Probleme aus der Arbeitswelt und dem Verkehrswesen zu lösen. Von 2006 bis 2022 war Geschäftsführer des IAOV, leitete dort Projekte mit namhaften Industriepartnern wie Volkswagen, BMW und Mercedes.
Im Jahr 2009 wurde er Professor und Studiengangsleiter im Studiengang Gesundheitspsychologie an der SRH Hochschule für Gesundheit in Gera. Ab 2012 übernahm er dort die Position des Präsidenten, ab 2016 auch die des Geschäftsführers. Zwischen 2018 und 2021 war er zudem Mitglied des Aufsichtsrates des SRH Wald-Klinikums Gera, einem Krankenhaus der Maximalversorgung. Im Juni 2021 trat er von diesen Positionen zurück, um einen Generationswechsel zu ermöglichen.
2021 wechselte Schaller in die Geschäftsleitung der Carl Remigius Fresenius Education Group, war dort auch Geschäftsführer der Ludwig Fresenius Fachschulen und Prokurist der Hochschule Fresenius. In seiner Rolle als Business Unit Leiter für die Geschäftsfelder Gesundheit war er u. a. verantwortlich für die Weiterentwicklung von hochschulübergreifenden Bildungsprogrammen sowie der strategischen Vernetzung von Hochschulen mit Praxispartnern.
Am 1. Oktober 2024 trat Schaller die Position des Präsidenten der DHGS Deutschen Hochschule für Gesundheit und Sport an und löste damit Gunnar Mau ab.

## Publikationen (Auswahl)
- Die vergessene Dimension. Organisationspsychologische Betrachtungen zur Kundenorientierung im Unternehmen Kirche. In: J. Först und P. Frühmorgen (Hrsg.): In Zukunft leiten: Analyse neuer Leitungsmodelle in pastoralen Räumen Würzburg: Echter-Verlag, 2020, S. 263–270
- mit O. Morgenroth: Misserfolg und Scheitern aus psychologischer Sicht. In: H. Pechlaner, B. Stechhammer & H. H. Hinterhuber (Hrsg.): Scheitern: Die Schattenseite des Daseins. Die Chance zur Selbsterneuerung.  Berlin. Erich-Schmidt-Verlag 2010, S. 9–30. (online)
- Organisationsentwicklung in der Kirche. In: Bibel und Liturgie, 01/2006, S. 76–102.
- Gesundheit selbst gemacht: Ganzheitliche Gesundheitsförderung im Rahmen lösungsorientierter Organisationsentwicklung. In: Creutzfeld, P. (Hrsg.): Das gesunde Unternehmen: Grundlagen – Konzepte - Praxis. Düsseldorf: VDM-Verlag, 2003, S. 89–105
- Auf den Spuren der Diener Gottes: Ein organisationspsychologischer Beitrag zum Qualitätsmanagement in der Unternehmung Kirche. Neuried: Ars Una, 2001.

Herausgeberschaft
- mit H. Schemmel: Ressourcen: Ein Hand- und Lesebuch zur psychotherapeutischen Arbeit. 2. vollständig überarbeitete und erweiterte Auflage. Tübingen: dgvt-Verlag, 2013
- mit H. Schemmel et al.: Frames And Beyond: Abstracts and Presentations of the European Brief Therapy Association.  Conference 2011, 23.–25. September 2011, Dresden.
- mit K. Jonas, G. Keilhofer: Human Resource Management im Automobilbau: Konzepte und Erfahrungen. Hans Huber Verlag: Bern, 2005
- mit H. Schemmel: Ressourcen: Ein Hand- und Lesebuch zur therapeutischen Arbeit. Tübingen: DGVT-Verlag, 2003